# Zap Mama

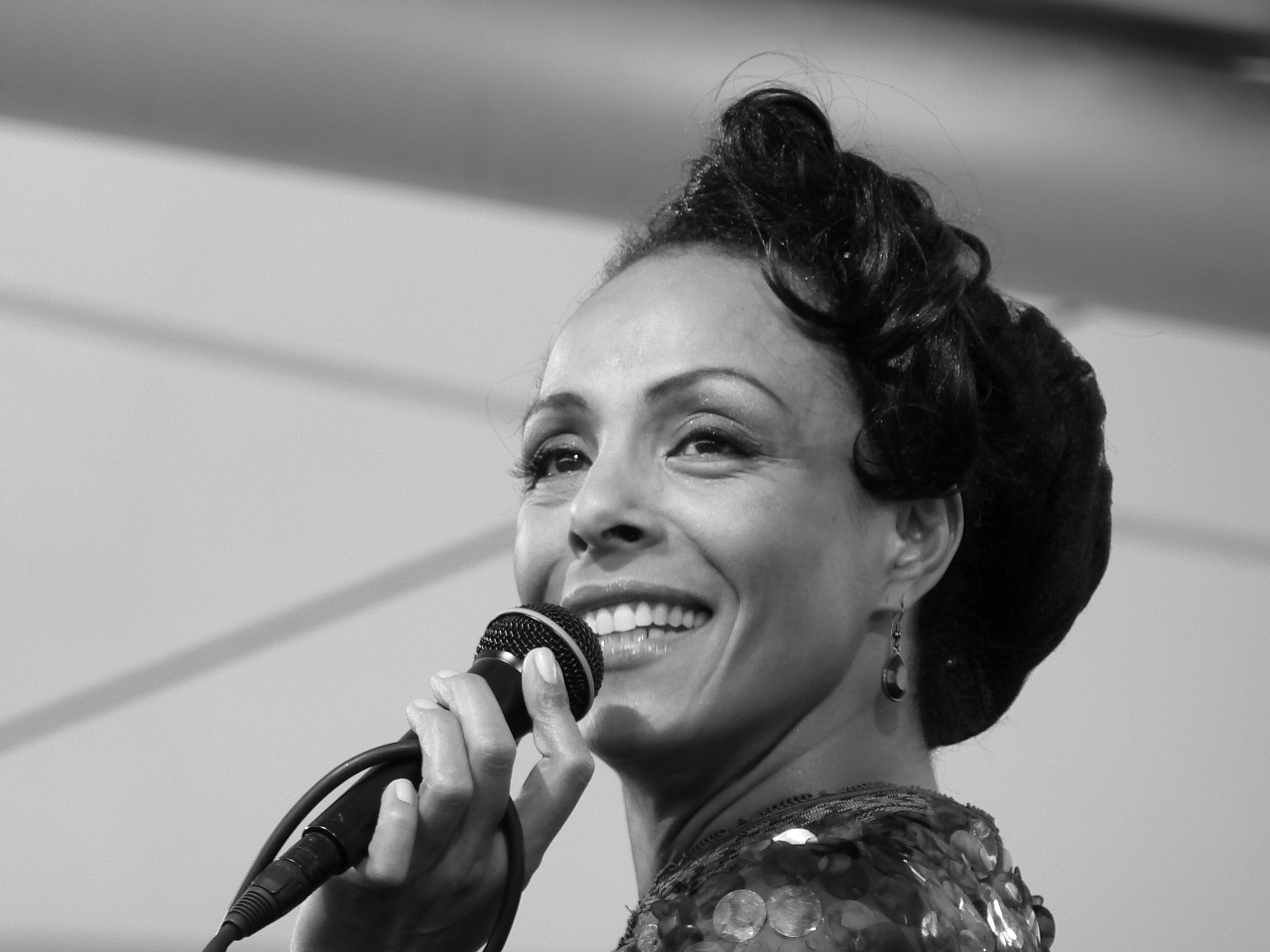
Liderka zespołu, Marie Daulne

Zap Mama – belgijski zespół muzyczny, na którego czele stoi Marie Daulne. Ich piosenka iko iko została włączona do ścieżki dźwiękowej Mission Impossible II. Muzyka tworzona przez ten zespół charakteryzuje się silnym wpływem muzyki afrykańskiej i jest zaliczana do nurtu zwanego bristol sound. Śpiewają w kilku językach między innymi po francusku i angielsku.

## Albumy
- Zap Mama (1991)
- Adventures in Afropea vol. 1 (1993)
- Sabsylma (1994)
- 7 (1997)
- A Ma Zone (1999)
- Ancestry in Progress (2004)
- Supermoon (2007)
- ReCreation (2009)